# Abandon d'enfants en Espagne
 (août 2025).

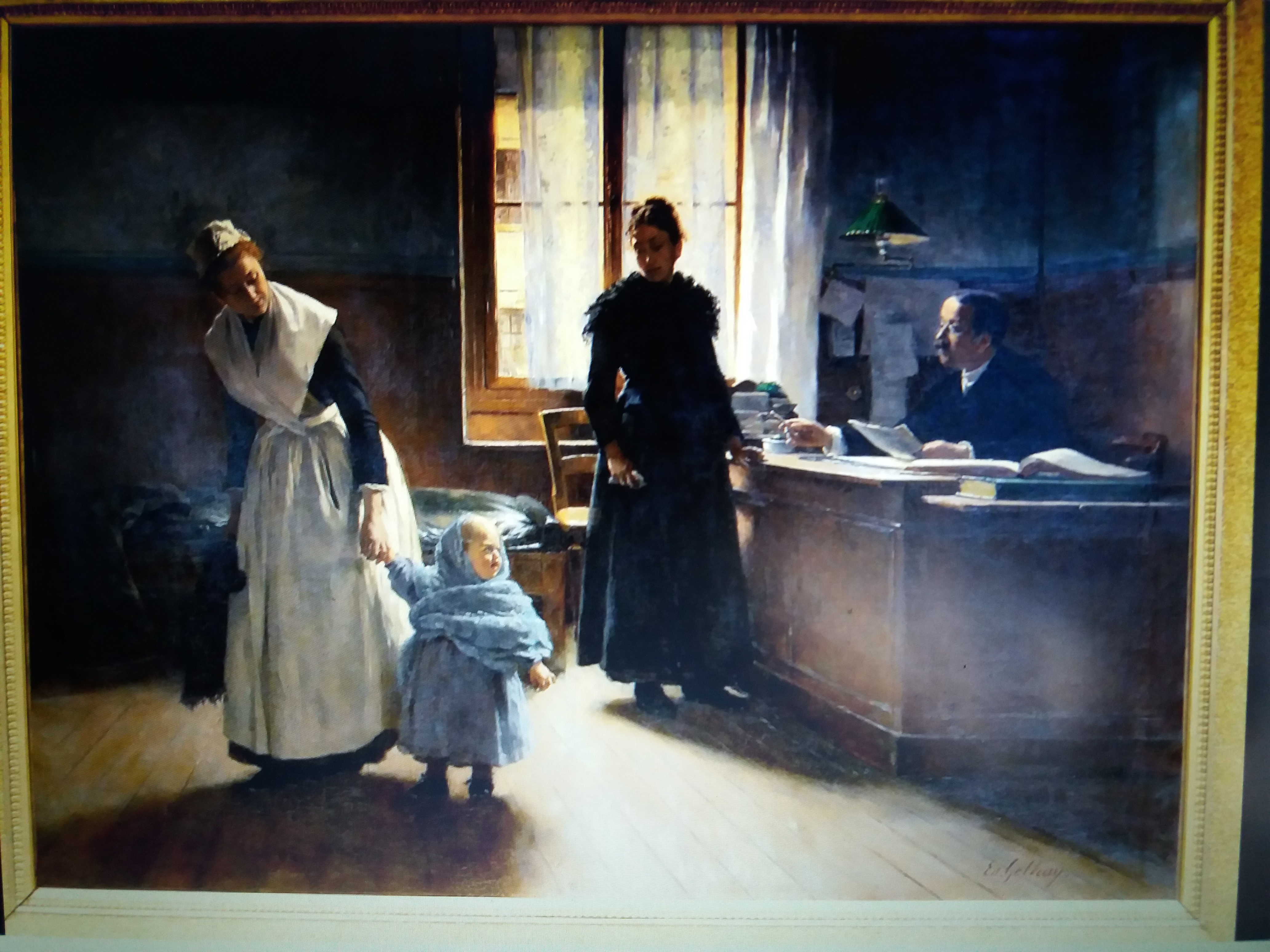
L'abandon (1886)

Le terme "expósito", employé en Espagne jusqu'au XXe siècle, fait référence au nouveau-né ou jeune enfant qui a été abandonné ou "exposé" (d'où le nom) et souvent livré par ses parents à des institutions de bienfaisance, dénommées "inclusas" (asiles), ou à des orphelinats. Il s'agissait en général d'enfants nés hors mariage ou orphelins de père en situation de pauvreté extrême. Jusqu'au XVIIIe siècle l'indice de mortalité des expósitos se situait autour de 50 pour cent, et pouvait atteindre certaines années jusqu'à 80 pour cent.
Le nom de famille Expósito ou Espósito était souvent donné à ces enfants. Un nom similaire leur était donné dans certaines régions d'Italie, Esposito, Sposito ou d'autres variantes.
La coutume d'abandonner les nouveau-nés est commune dans de nombreuses cultures. Dans l'ancienne Sparte les plus faibles étaient abandonnés sur le Taygète. Chez les Romains les enfants étaient déposés sur le sol à leur naissance: si le père décidait de ramasser l'enfant, il l'acceptait comme sien; sinon, il était abandonné, et n'importe qui pouvait le recueillir.

## Expósitos en Espagne
Des asiles dans les principales villes d'Espagne et des "maisons générales" dans les capitales recevaient ces enfants. Ces maisons étaient munies de tours d'abandon avec une ouverture sur l'extérieur où les parents exposaient leurs enfants anonymement, en faisant sonner une cloche.
Les expósitos y recevaient des vêtements, une alimentation et des soins médicaux de base pendant leurs premières années de vie. Dans l'établissement, il y avait des nourrices, mais la plupart des enfants étaient emmenés pour être allaités par des nourrices du même village ou de villages proches qui recevaient en échange une petite rétribution.
En 1803 les enfants expósitos ont joué un rôle historique en apportant le vaccin de la variole aux colonies Américaines. Comme il n'existait ni réfrigérateurs ni d'autres moyens de conservation, les enfants ont été utilisés comme porteurs biologiques du vaccin qui a été inoculé à des centaines de milliers de personnes dans les colonies, surtout des enfants. Ils furent 22, âgés de 3 à 9 ans, sélectionnés dans les asiles pour leur robustesse, à qui furent promis repas et éducation lorsqu'ils arriveraient à destination. L'un des enfants mourut pendant la traversée. L'expédition a été dirigée par le médecin Francisco Javier Balmis et l'infirmière Isabel Zendal.
Un fait avéré est le stigmate social et la marginalisation qu'ont subi les enfants abandonnés et leurs mères depuis des siècles en Espagne. Depuis 1921, une personne portant le nom de famille Exposito est autorisée à en changer.

## Nombre et mortalité des "expósitos"
L'indice élevé de mortalité détecté chez les expósitos constituait un motif de préoccupation jusqu'au milieu du XXe siècle. D'après les textes du XIXe siècle sur le sujet, le nombre d'enfants reçus dans les asiles d'Espagne et l'indice de mortalité était le suivant:
- Inclusa de Saragosse, de 1786 à 1790 : 2446 enfants dont 2.246 sont morts.
- Inclusa de Santiago, une moyenne annuelle de 1.300 enfants.
- Inclusas de Calahorra, Logroño et Vitoria, entre 1794 et 1797, 610 enfants, dont 400 moururent.
- Inclusa d'Huesca, sur les 164 reçus en 1798, 115 sont morts.

On considérait que les causes de l'excessive mortalité de ces enfants étaient les suivantes: 
- La rareté de maisons ou établissements d'accueil, qui causait de longues migrations avant d'y arriver.
- Les séjours dans la maison générale sans que les enfants soient immédiatement emmenés pour être allaités, les nourrices y résidant étant trop peu nombreuses.
- Les mauvaises conditions de vie des nourrices.
- Le manque de vêtements fourni pour l'abri et la propreté des enfants, qui causait à ceux-ci pénurie et préjudices, et n'encourageait pas les femmes à s'en charger.
- Le manque de personnel pour contrôler la manière dont les enfants étaient traités.

## Vidéos
- La Casa Cuna de Fraisoro. Femmes d'argile, enfances de vitre.
- Lorsque l'accouchement finit à la inclusa. Alicia Sánchez. Youtube. Institucion Fernando el Catolico.
- Expositos, los niños del torno. Canal Extremadura. Youtube.